# عيسى بن فليتة
عيسى بن فليتة الحسني العلوي ؛ (توفي في 5 مارس 1175) كان أمير وشريف مكة من 1161 إلى 1175. وكان ينتمي إلى سلالة (طبقة) الاشراف الهواشم. وسبقه ابن أخته قاسم بن هاشم ، وخلفه ابنه داود. توفي في 2 شعبان 570 هـ (قرابة 5 مارس 1175).